# علی‌محمد نوریان
علی محمد نوریان (زاده بهمن ۱۳۲۷ در شمیران) مدیر و سیاستمدار ایرانی است.

## زندگی
علی محمد نوریان دیپلم ریاضی را در تهران گرفت. در رشته کارشناسی فیزیک کاربردی از دانشگاه صنعتی شریف در سال ۱۳۵۵ فارغ‌التحصیل و پس از گذراندن مقطع کارشناسی ارشد، مشغول به کار شد. پس از انقلاب بیشتر به عنوان مدیر به فعالیت پرداخت.
وی موفق به اخذ مدرک دکتری در دوره‌های مشترک دانشگاه صنعتی شریف گردید.

## فعالیت کاری
از سال ۱۳۵۸ تا سال ۱۳۸۸ سمت‌های معاون استاندار لرستان، معاون وزیر راه و ترابری، رئیس سازمان هواپیمایی کشوری، رئیس سازمان هواشناسی کشور و مشاور رئیس‌جمهور ایران در امور هواشناسی و تغییرات اقلیمی و … را به عهده داشت. نوریان بیش از دو دهه رئیس سازمان هواشناسی کشور و معاون وزیر راه بود. در سال ۱۳۸۸ با حکم وزیر راه وقت، از سمت ریاست سازمان هواشناسی بازنشست شد و به همین دلیل پست بین‌المللی وی در سازمان جهانی هواشناسی ملغی گردید و طی حکم محمود احمدی‌نژاد به سمت مشاور رئیس‌جمهور در زمینه هواشناسی و تغییرات اقلیمی منصوب شد.با حکم عباس آخوندی، قائم‌مقام وزیر راه و شهرسازی در امور هوانوردی و هواشناسی گردید.
وی همچنین دارای سمت‌های بین‌المللی همچون عضو شورای اجرایی سازمان جهانی هواشناسی (WMO) از سال ۱۳۷۴ تا ۱۳۹۰، معاون دوم سازمان جهانی هواشناسی (WMO) از سال ۱۳۷۸ تا ۱۳۸۲، معاون اول سازمان جهانی هواشناسی (WMO) از سال ۱۳۸۲ تا ۱۳۸۸ بوده‌است.
در فروردین ۱۳۸۷، علی‌محمد نوریان رئیس سازمان هواشناسی ایران در بازدید از یکی از ایستگاه‌های هواشناسی خبر وقوع خشکسالی و کاهش شدید بارندگی در زمستان ۱۳۸۶ را اعلام کرد. سازمان هواشناسی ایران از ادامه یافتن خشکسالی برای ۴ سال، یعنی تا پایان سال ۱۳۹۰ خبر داد.
در اسفندماه ۱۳۹۴ با حکم اکبر هاشمی رفسنجانی به سمت دبیرکل هیئت مؤسس دانشگاه آزاد انتخاب گردید و از اوایل اردیبهشت ۱۳۹۶ با حکم علی اکبر ولایتی به صورت موقت سرپرست دانشگاه آزاد اسلامی منصوب شد. پس از انتصاب فرهاد رهبر به ریاست دانشگاه آزاد اسلامی مجدد به عنوان دبیرکل هیئت مؤسس و ناظر به امور رئیس دانشگاه مشغول گردید. وی قبل از آن معاون وزیر راه و ترابری و معاون اول سازمان جهانی هواشناسی (WMO) بوده‌است.

## فعالیت علمی
نوریان رئیس هیئت امنا و عضو هیئت علمی دانشگاه شمال است و همزمان با فعالیت به عنوان رئیس سازمان هواشناسی ایران در پژوهشکده هواشناسی به عنوان استاد و مدرس همکاری داشته است.